# Затишшя (станція)
Затишшя — лінійна станція Одеської дирекції Одеської залізниці, розташована на лінії Побережжя — Мигаєве між станцією Перехрестове (13 км) та платформою Перемога (5 км). Відстань до станції Роздільна-Сортувальна — 55 км, до станції Подільськ — 60 км.
Розташована в смт Затишшя Роздільнянського району Одеської області.
Є найближчою залізничною станцією, дорогами з твердим покриттям, для 68 населених пунктів розташованих на відстані до 57 кілометрів. З них — 3 смт в Україні (Затишшя, Захарівка та Ширяєве) та 4 смт в Придністров'ї (за АТП Молдови 3 з них села (Колосове, Карманове, Глинне), 1 — місто (Маяк). З 61 села, 25 розташовано в Березівському районі, 27 в Роздільнянському та 9 в Григоріопольському районі ПМР.
У радянські часи станція була доповнена комплексом міжрайонних організацій та підприємств. З 1992 року біля станції діє тягова підстанція 110/35/27,5 кВ «Затишшя», що забезпечує струмом значну ділянку залізниці.

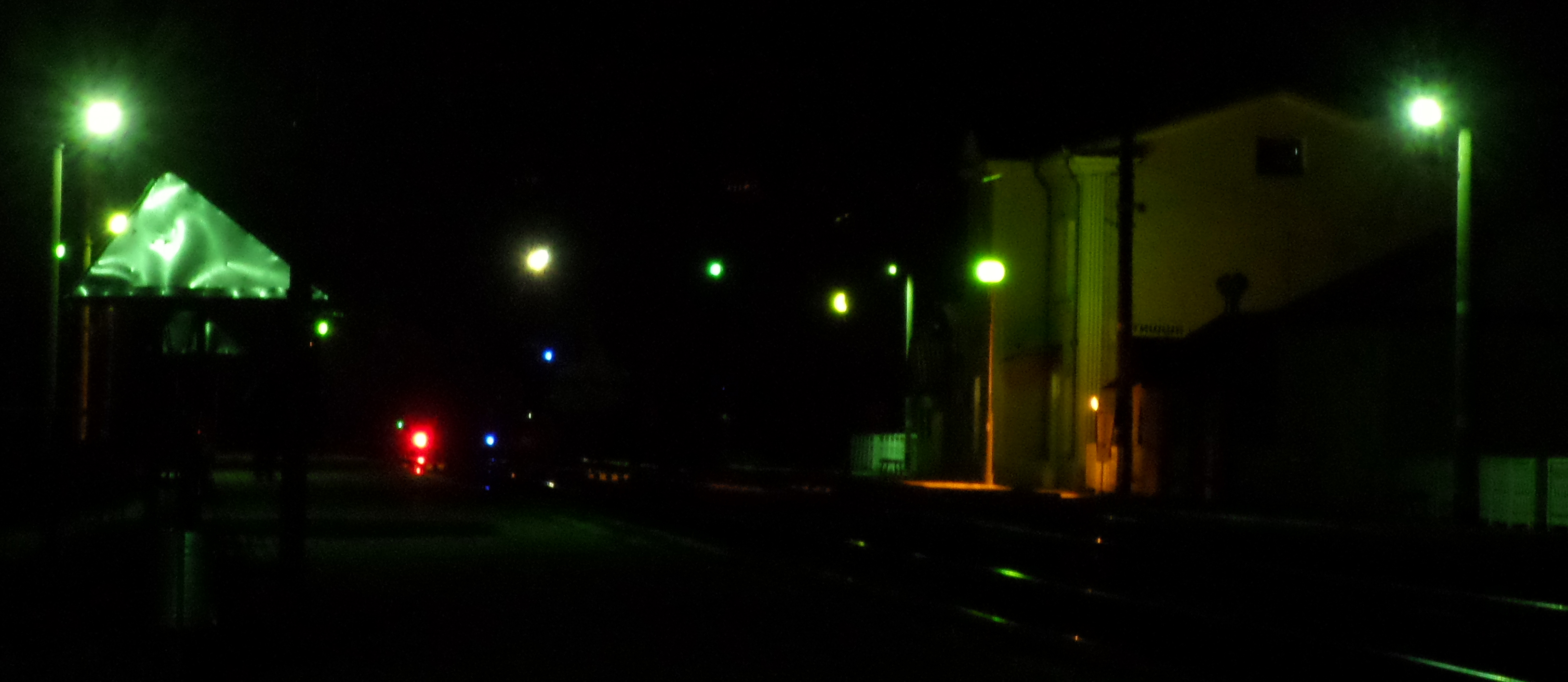
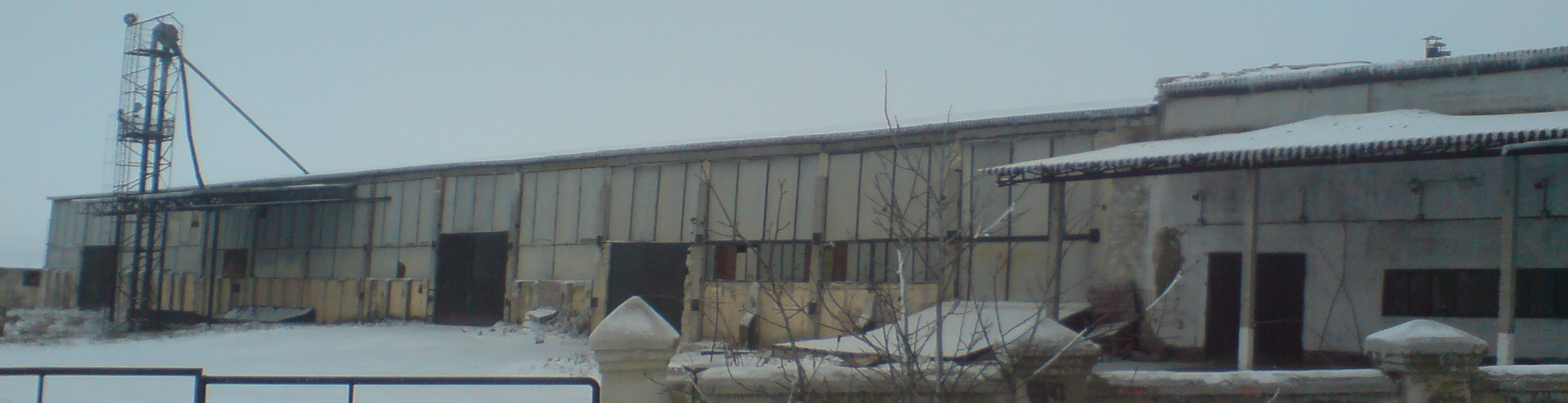
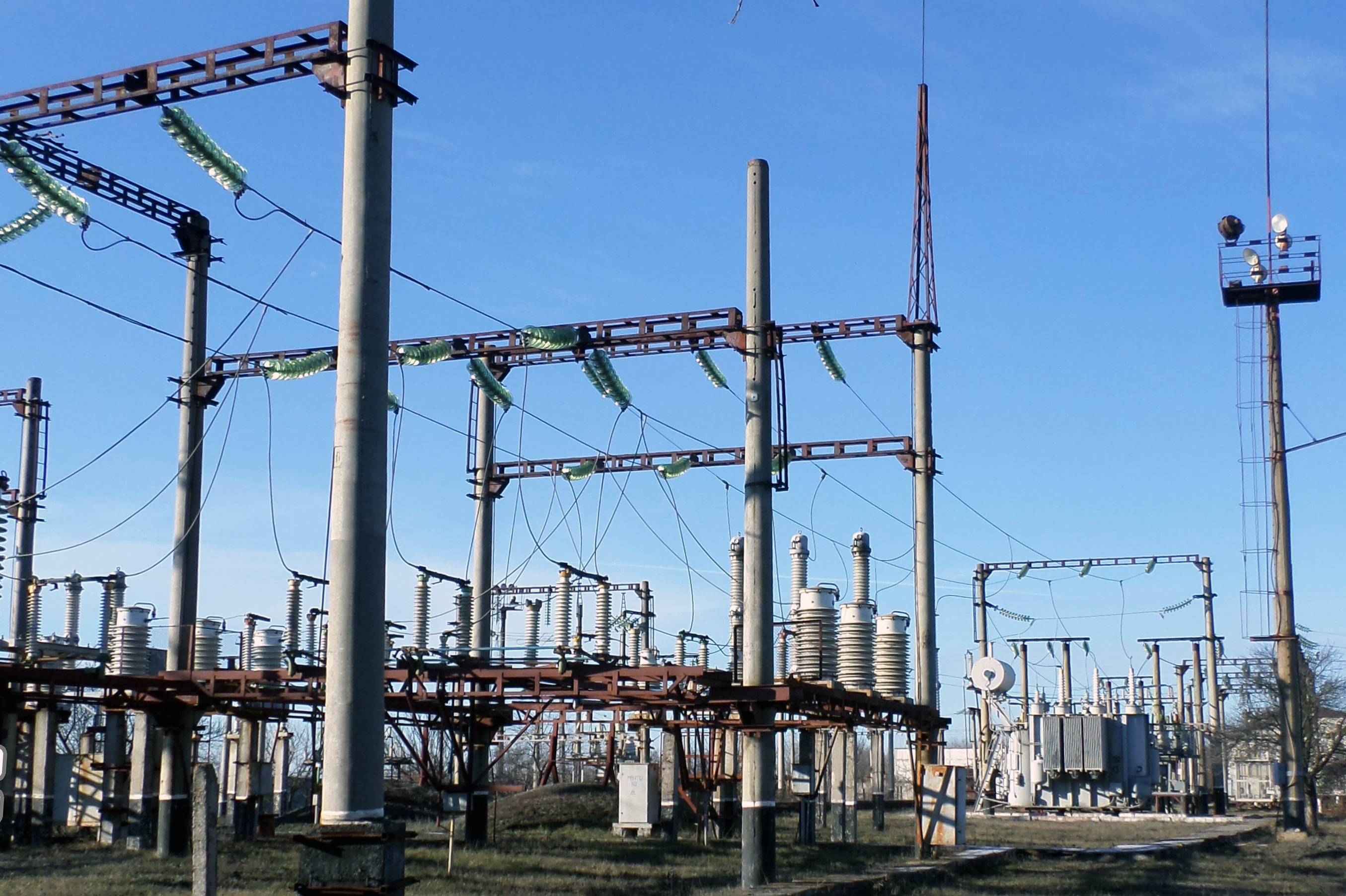

## Пасажирське сполучення

### Приміські поїзди
Приміські поїзди курсують сполученням:
- Одеса-Головна — Вапнярка (4 пари)
- Одеса-Головна — Балта (1 пара)

### Пасажирські потяги
Через станцію прямують пасажирські потяги до станцій:
- Одеса-Головна, Білгород-Дністровський, Бугаз, Хмельницький, Тернопіль, Львів, Івано-Франківськ, Чернівці, Жмеринка.

## Історія
Відкрита 1865 року.

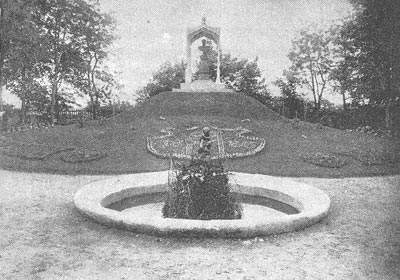
Пам'ятник Олександру II

У 1875 році відбувся страйк місцевих залізничників.
Наступного, 1876 року, посередині завеликого прогону, між Затишшям та Мардарівкою (бруківка на Валегоцулове) збудована станція Перехрестове. У Затишші, на той час, було 11 дворів та мешкало 73 особи.
У Затишші бував російський імператор Олександр II, за правління якого воно й було засноване. У 1885 році, через 4 роки після його смерті, йому тут було встановлено чималий пам'ятник, зруйнований в часи Громадянської війни. Монумент ніби-то був встановлений вдячними селянами, але його розмах та оформлення навряд чи були б таким до снаги. Цар прославився Кримською війною, скасуванням кріпацтва в 1861 році, звільненням Балкан від Османського гніту, запуском масового будівництва залізниць в імперії та вкрай шовіністською політикою стосовно України.
У 1905—1907 роках поширювались соціал-демократичні листівки із закликами проти царизму.
21 січня 1919 року біля станції помер від серцевого нападу Михайло Туган-Барановський, який очолював фінансову місію в делегації Директорії УНР, яка прямувала на Паризьку мирну конференцію. Похований в Одесі.
14 вересня 1919 року, вважається першим днем українсько-білогвардійської війни. В цей день на зайнятій військами Добровольчої армії, станції Затишшя, частини армії УНР, неочікувано напали на ескадрон білогвардійців та роззброїли його.
У квітні 1938 року станцію було використано (48 вагонів) для виселення 141 родини (463 людини) репресованих з Фрунзівського району у Казахську РСР.

Братська могила загиблих у 1941 році

З 1 по 8 серпня 1941 року на західних околицях Затишшя йшли запеклі бої між 30-ю стрілецькою дивізією 9-ї армії (36-й, 71-й полки 30-ї СД та 469-й полк 150-ї СД) та румунськими частинами підтримуваними німецькими механізованими підрозділами. З 3 по 5 серпня проведено контрнаступ: лівим флангом від Андрусови до Краснополя та Захарівки, правим відновлено контроль над Гедеримовим Першим, в центральній частині над Загір'ям. Позиції залишено в ніч з 7 на 8 серпня в зв'язку з загальним відведенням Південного фронту Червоної армії. Відтоді до 4 квітня 1944 року — під окупацією Румунського королівства.
У ході наступу радянських військ, станцію пройдено без бою 95-ю гвардійською стрілецькою дивізією 32-го гвардійського стрілецького корпусу 5-ї гвардійської армії 2-го Українського фронту, 3 квітня 1944 року.
Залізниця на цій ділянці електрифікована в 1992 році. Водночас біля залізничного переїзду збудовано потужну тягову електричну підстанцію 110/35/27, 5 кВ, для забезпечення напругою залізниці, депо локомотива та новий двоповерховий будинок на 32 квартири.
1994 року станція використовувалась для виводу військової техніки з ПМР до Росії, після завершення там гарячої стадії конфлікту.
До початку 2000-х в Затишші не зупинявся лише поїзд Одеса — Варшава. Здійснювали зупинку поїзди: Москва — Кишинів, Москва — Одеса, Одеса — Санкт-Петербург, Одеса — Мінськ, Одеса — Уфа (по непарних), Одеса — Челябінськ (по парних), Одеса — Ковель, Одеса — Київ, Одеса — Харків, Одеса — Львів, Одеса — Ужгород, Одеса — Чернівці, Одеса — Знам'янка, Одеса — Христинівка, доповнені причіпними вагонами на Чоп, Гомель, Брест, Мозир, Вітебськ, Гродно, Могильов, Барановичі, Новополоцьк, Нижній Новгород, Вороніж, Мурманськ, Іжевськ, Самару, Саратів, Саранськ, Чебоксари, Йошкар-Олу, Тамбов, Перм, Кіров, Ульяновськ, та не менша за сучасну кількість приміських поїздів. З Затишшя, потягом, можна було без пересадки доїхати до 4-х столиць країн — членів ООН та понад пів сотні обласних та республіканських центрів в Україні, Білорусі та Російській Федерації. Попри значну стратегічну важливість станції пасажиропотік у вказаних напрямках був незначним та один за іншим вказані поїзди скасували зупинку в Затишші. Більш як половина вказаних напрямків, станом на 2020 рік не обслуговується прямим пасажирським сполученням взагалі.
До 2002 року діяла вантажна каса.

## Цікаві факти
- Межі ліквідованих Захарівського (Фрунзівського) з Окнянським (Красноокнянським) та Великомихайлівським (на ділянці Войничівської сільради — за мережею доріг існуючих на 1960-ті роки), а також (частково) Великомихайлівського з Ширяївським районами — є межею розподілу обслуговування станції Затишшя зі станціями Веселий Кут та Чубівка і жодним чином не пов'язані з розташуванням адміністративних центрів цих районів. Після об' єднання районів у 2020 році деякі з цих ділянок стали межами Роздільнянського з Березівським та Подільським районами.